# أبو البقاء العكبري
أَبُو الْبَقَاءِ عَبْدُ اللَّهِ بْنُ الْحُسَيْنِ بْنِ عَبْدِ اللَّهِ بْنِ الْحُسَيْنِ الْعُكْبَرِيُّ الْبَغْدَادِيُّ الْأَزَجِيُّ الضَّرِيرُ النَّحْوِيُّ الْحَنْبَلِيُّ الْفَرْضِيُّ ويُعرف اختصارًا بـ أبي البقاء العكبري (538 – 18 ربيع الآخر 616هـ / 1143 – 24 يونيو [حزيران] 1219م) هو عالم بالأدب واللغة والفرائض والحساب. أصله من عكبرا (بلدة تقع على نهر دجلة بين بغداد وسامراء) ومولده ووفاته ببغداد.
هو محب الدين أبو البقاء عبد الله بن الحسين العكبري الحنبلي. ولد في بغداد وتعلم فيها علم اللغة والحديث، وبدأ حياته معيداً لابن الجوزي، وعد فيما بعد أكبر اللغويين في عصره. وذكر صاحب الأعلام أنه «أصيب في صباه بالجدري، فعمي». توفي في الثامن من ربيع الآخر سنة 616 هـ / 24 حزيران سنة 1219 م.

## سيرته
هو عبد الله بن الحسين بن أبي البقاء عبد الله بن الحسين، أبو البقاء العكبري الأصل البغدادي الأزجي الضرير النحوي الحنبلي الفرضي. ولد سنة ثمان وثلاثين وخمسمائة، وقرأ القراءات على أبي الحسن علي بن عساكر. وقرأ النحو على أبي محمد ابن الخشاب، وأبي البركات بن نجاح. وتفقه على القاضي أبي يعلى الصغير محمد بن أبي خازم بن أبي يعلى، وأبي حكيم إبراهيم بن دينار النهرواني. وبرع في الفقه والأصول، وحاز قصب السبق في العربية. كان ثقة متدينا، حسن الأخلاق، متواضعا.
من تلاميذه: الدبيثي، وابن النجار، والضياء المقدسي، والجمال ابن الصيرفي، وآخرون. من مصنفاته: صنف «تفسير القرآن»، وكتاب «إعراب القرآن»، وكتاب «إعراب الشواذ»، وكتاب «متشابه القرآن»، وكتاب «عدد الآي» وغيرها. توفي سنة 616هـ.

## آثاره

نسخة مخطوطة من كتاب «إعراب الحديث»، دار الكتب الظاهرية رقم (3745).

انتهىت جُملة مؤلّفات أبي البقاء العكبري على اختلاف أنواعها مخطوطةً ومحققةً ومنشورة وغير منشورة إلى نحو ستين مؤلَّفا في دراسة يحيى مير علم وإحصائه، تفاوتت في حجومها ما بين كبير في مجلدات، ومتوسط في أقلّ من ذلك، وصغير يندرج في المتون التي كانت تُحفظ سواء أكانت نظمًا أم نثرًا. منها:
- «التبيان في إعراب القرآن» ويسمى «إملاء ما من به الرحمن من وجوه الاعراب والقراآت في جميع القرآن»، وقد طبع في القاهرة وبيروت والرياض.
- «اللباب في علل النحو»، وطبع باسم: «اللباب في علل البناء والإعراب»، تحقيق غازي مختار طليمات، في دار الفكر، دمشق، الطبعة الأولى، 1995 م.
- «إعراب الحديث النبوي»، طبع بتحقيق عبد الإله نبهان، مجمع اللغة العربية بدمشق، الطبعة الأولى، 1397 هـ / 1997 م، والطبعة الثانية 1407 هـ / 1986 م.
- «شرح ديوان المتنبي»، ويرى مصطفى جواد أن هذا الكتاب ليس للعكبري وإنما لتلميذه ابن عدلان.[7] وقد طُبع الكتاب مرات عديدة، في كلكتة 1262 هـ، بولاق 1261 - 1287 هـ، وفي مصر 1303 - 1308 هـ، وفي مصر بالتحقيق سنة 1936 - 1938 م، وفي بيروت (دار المعرفة) بتحقيق مصطفى السقا وإبراهيم الإبياري وعبد الحفيظ شلبي سنة 1400 هـ.[8]
- «مسائل الخلاف في النحو»، وقد نُشر باسم «مسائل خلافية في النحو» بتحقيق من محمد خير الحلواني، حلب، 1971 م.
- «مسائل نحو مفردة»، نُشر بتحقيق من ياسين محمد السواس، مجلة معهد المخطوطات العربية، الكويت، المجلد 26 - الجزء الثاني.
- «ترتيب إصلاح المنطق»، وقد ذكر صاحب الأعلام أن نسخة مخطوطة توجد في مكتبة عارف حكمت بالمدينة (127 لغة) بخط العكبري، غير أن البعض شكك في أن المخطوطة هي بخط يده كونه كان ضريرا.[9]
- «المشوف المعلم في ترتيب الإصلاح على حروف المعجم»[2]
- دراسات عن أبي البقاء العكبري:
- «العُكْبَري: سيرته ومصنفاته» دار العروبة ودار ابن العماد، الكويت وبيروت، 1993م.
- «منهج العكبري في شـرح إيضاح أبي علي الفارسي: دراسـة وتحقيق» أطروحة دكتوراه في مجلدين، الأول: الدراسة، والثاني: التحقيق، إشراف أ.د.مازن المبارك ثم أ.د.عبدالحفيظ السطلي، جامعة دمشق (1992م).
- «التنبيه على أوهام المحدثين في ذكرهم مصنفات العكبري» يحيى مير علم، مجلة مجمع اللغة العربية بدمشق، القسم الأول، المجلد (68) الجزء الثالث، ص (529 - 542) (1414هـ/1993م).
- «التنبيه على أوهام الباحثين في ذكرهم مصنفات العكبري» يحيى مير علم، مجلة مجمع اللغة العربية بدمشق، القسم الثاني، المجلد (75)  الجزء الأول، ص (169- 192) (1422هـ/2001م).

## وصلات خارجية
- «إعراب الحديث النبوي» - مطبوعات مجمع اللغة العربية بدمشق، الطبعة الثانية، 1407 هـ تحقيق عبد الإله نبهان - من كتب كوكل